# Гавайи, Осло
Гавайи, Осло (норв. Hawaii, Oslo) — кинодрама, которая была выдвинута Норвегией на соискание премии «Оскар» в категории «Лучший фильм на иностранном языке», но не попала в окончательный список.

## Сюжет
Самый жаркий день в Осло. Молодая пара Фроде и Милла только что стала родителями мальчика с серьёзными врождёнными пороками сердца. Они в отчаянии, потому что прогнозы неутешительные, а лечение в США очень дорогое. Психически больной молодой человек Леон ждёт встреча с подругой Осаю. 10 лет назад друзья договорились, что на 25-й день рождения Леона они встретятся и поженятся, если будут одиноки. Его брат Трюгве вышел из тюрьмы и ищет Леона, чтобы поехать на Гавайи. В то время двое братьев, Магне и Миккель, скрываются от властей после недавней смерти отца, потому что не хотят, чтобы их разлучили и отправили в разные приёмные семьи. Певица Бобби, популярность которой угасает, пытается совершить самоубийство. Пути героев переплетаются, когда Видар — медбрат, который во снах видит будущее, начинает искать Леона, которому грозит смерть.